# بيير دومون
بيير دومون (بالفرنسية: Pierre Dumont)‏ هو نحات فرنسي، (و. 1650 – 1737 م).